# Дахана (імені Мір Саїда Алії Хамадоні район)
Дахана́ (тадж. Даҳана) — село у складі Хатлонської області Таджикистану. Входить до складу Чубецького джамоату району імені Мір Саїда Алії Хамадоні.
Село розташоване на одній із проток Пянджу — Карасу, біля південно-східного підніжжя гори Голубина Сопка (висота 1075,9 м) при вході до гірської долини.
Назва означає ущелина.
Населення — 14 осіб (2010; 12 в 2009).